# Ampelio (nome)
Ampelio  è un nome proprio di persona italiano maschile.

## Varianti
- Maschili: Ampellio, Ampilio, Amperio, Ampeglio[2]
- Femminili: Ampelia[2]

### Varianti in altre lingue
- Greco antico: Αμπελιος (Ampelios)[1][3], Αμπελος (Ampelos), Αμπελιον (Ampélion)[4]
- Latino: Ampelius[1][5], Ampelus[5]

## Origine e diffusione

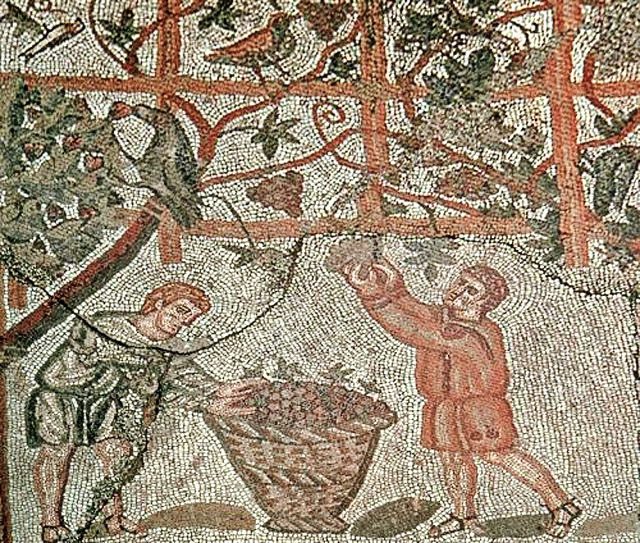
Una scena di vendemmia durante i Vinalia raffigurata su un mosaico a Cherchell

Deriva dal nome greco Αμπελιος (Ampelios), basato su αμπελος (ampelos), "vite", oppure da Αμπελιον (Ampélion), diminutivo dello stesso termine; il significato viene interpretato come "vignaiolo". È possibile che la sua forma latina abbia anche origini indipendenti etrusche.
Il nome è diffuso nell'Italia centrale e settentrionale, soprattutto nel Veneto. 
Nella mitologia greca il nome figura nella persona di Ampelo, un giovane amato da Dioniso.

## Onomastico
L'onomastico si può festeggiare in memoria di più santi, ad una delle seguenti date:
- 11 febbraio, sant'Ampelio, martire con Dativo, Felice e Saturnino[3][4]
- 14 maggio, sant'Ampelio, eremita, patrono di Bordighera e dei maniscalchi[3]
- 8 luglio, sant'Ampelio, vescovo di Milano[1][7]
- 20 novembre, sant'Ampelio, martire con Caio a Messina[3]

## Persone
- Ampelio, religioso e santo italiano
- Ampelio di Milano, arcivescovo e santo italiano
- Lucio Ampelio, scrittore romano
- Publio Ampelio, politico romano